# Sextus Empiricus
Latinosan elterjedt nevén Sextus Empiricus, eredeti, görögös formában Szextosz Empeirikósz (ógörögül: Σέξτος Ἐμπειρικός), (160 körül – 210 körül) ókori görög filozófus.
Alexandria, majd Athén városában élt filozófusként. Elsősorban a szkeptikusok közé tartozik, de foglalkozott az orvostudománnyal is, itt inkább az empirikusok közé sorolható. Két műve maradt fenn napjainkra: a Pyrrhon. institut. libri III. és a Contra mathematicos libri XI.

## Magyar fordítás
- Antik szkepticizmus. Cicero- és Sextus Empiricus-szövegek; ford. Kendeffy Gábor, Lautner Péter; Atlantisz, Bp., 1998 (A kútnál) ISBN 9639165050